# Daniele Lavia
Daniele Lavia (Cariati, 4 de novembro de 1999) é um jogador de voleibol italiano que atua na posição de ponteiro.

## Carreira

### Clube
A carreira de Lavia começou na temporada 2014–15 no Corigliano Volley, na Série A2, clube com o qual permaneceu também na temporada seguinte, jogando na Série B1, após a renúncia da empresa a participar do campeonato Série A2. Na temporada 2016–17 integra o Materdomini Volley, da Série A2, onde permaneceu por dois anos.
Para a temporada 2018–19 integrou a equipe do Porto Robur Costa, na primeira divisão italiana. Permaneceu dois anos ligado à equipe e depois mudou-se para o Modena Volley na temporada 2020–21. No ano seguinte assinou com o Trentino Volley, onde conquistou o título da Supercopa Italiana de 2021.

### Seleção
Pelas categorias de base conquistou a medalha de prata no Campeonato Europeu Sub-20 de 2017. Em 2019 foi convocado para integrar a seleção sub-21, conquistando a medalha de prata no Campeonato Mundial Sub-21, onde foi premiado como um dos melhores ponteiros do campeonato.
Em 2019 foi convocado para a seleção profissional adulta, com a qual conquistou a medalha de ouro no Campeonato Europeu de 2021, onde foi eleito um dos melhores ponteiros da competição. Enquanto no ano seguinte se tornou campeão mundial ao derrotar a seleção polonesa no Campeonato Mundial de 2022.

## Títulos
Trentino Volley
- Liga dos Campeões: 2023–24
- Campeonato Italiano: 2022–23
- Supercopa Italiana: 2021

Seleção Italiana
- Festival Olímpico Europeu da Juventude: 2019

## Clubes
| Anos      | Clube              |
| --------- | ------------------ |
| 2014–2016 | Corigliano Volley  |
| 2016–2018 | Materdomini Volley |
| 2018–2020 | Porto Robur Costa  |
| 2020–2021 | Modena Volley      |
| 2021–     | Itas Trentino      |

## Prêmios ndividuais
- 2019: Campeonato Mundial Sub-21 – Melhor ponteiro
- 2021: Campeonato Europeu – Melhor ponteiro